# Yvoir
Yvoir (in vallone Uwar) è un comune belga di 8 563 abitanti situato nella provincia vallona di Namur.